# Камрен Бікондова
Камрен Бікондова (англ. Camren Bicondova) — американська акторка, танцюристка, модель та благодійниця. Відома роллю юної Селіни Кайл / Жінки-кішки у телесеріалі «Готем».

## Біографія
Народилася 22 травня 1999 року в Сан-Дієго, Каліфорнія, США. У 6 років віці записалася до танцювального класу та почала виступати на сцені. Переїхавши зі сім'єю на Гаваї, почала займатися у місцевих студіях, де вивчала, зокрема, такі танцювальні стилі, як джаз-фанк та хіп-хоп. В 11 років подорожувала країною як помічниця найкращих американських вчителів та хореографів, ставши «елітною протеже» у рамках танцювального з'їзду The PULSE on Tour.
Дебютувала у кіно 2012 року, з'явившись у фільмі «Недитячі танці». Цього ж року її танцювальна команда — 8 Flavahz — завоювала друге місце у другому сезоні американського танцювального телешоу «Королі танцзалу». З 2014 року виконує роль Селіни Кайл у телесеріалі «Готем». Після першого сезону  стала номінанткою премії «Сатурн» у категорії «Найкращий молодий актор». У вересні 2015 року акторка ввійшла до щорічного списку «Звіт про юнацький вплив» журналу «Variety», де, зокрема, написали, що вона «представляє наступну хвилю голлівудської кмітливості та таланту». Займається благодійністю.

## Фільмографія
| Рік       | Назва           | Оригінальна назва         | Роль           | Примітки                    |
| --------- | --------------- | ------------------------- | -------------- | --------------------------- |
| 2011      | Потанцюймо      | Shake It Up               | Мала Гайлайтер | Епізод: «Throw It Up»       |
| 2012      | Королі танцзалу | America's Best Dance Crew | Учасниця       | Сезон 7; разом із 8 Flavahz |
| 2012      | Недитячі танці  | Battlefield America       | Пріссі         | фільм                       |
| 2013      | Жіночий будинок | Girl House                | Дівчина #1     | Фільм                       |
| 2014–2019 | Готем           | Gotham                    | Селіна Кайл    | Головний акторський склад   |

| Рік  | Виконавець | Назва            | Примітки |
| ---- | ---------- | ---------------- | -------- |
| 2012 | Ciara      | «Got Me Good»    |          |
| 2014 | Krewella   | «Enjoy the Ride» |          |